# ددیمار (بازیکن فوتبال)
ددیمار (به پرتغالی: Dedimar Souza Lima) مدافع اهل برزیل است که در شهر Irecê و در تاریخ ۲۷ ژانویهٔ ۱۹۷۶ به دنیا آمده‌است.
ددیمار در تیم‌های فوتبال Vitória، Juventude، پالمیراس، اتلتیکو مینیرو، جوبیلو ایواتا، کوریتیبا، Etti Jundiai، Santo André، توکیو وردی، Marília، São Caetano، Santo André، Juventus، Santo André سابقهٔ حضور دارد.